# It’s OK I’m OK
«It’s OK I’m OK» — песня канадской певицы Тейт Макрей. Она была выпущена в качестве лид-сингла из её грядущего третьего студийного альбома So Close to What (2025) 12 сентября 2024 года на лейбле RCA Records. Электронная и поп-песня с элементами современного R&B и влияниями хип-хопа была написана Макрей вместе с Райаном Теддером, Саваном Котехой и Ilya, а продюсированием занимался последний. Песня имела коммерческий успех, став дебютом Макрей в Billboard Hot 100 и попав в топ-20 в разных странах, включая Австралию, Канаду, Норвегию, Сингапур, Великобританию и США. Был выпущен клип, в котором Макрей предстала обнажённой, что привлекло широкое внимание СМИ.

## Предыстория
В марте 2024 года Макрей сообщила, что вернулась в студию и «пишет и смотрит, что первым придёт в голову, тем более что это происходит так быстро после выхода моего альбома». Макрей написала песню «It’s OK I’m OK» вместе с Райаном Теддером, Саваном Котехой и продюсером Ильёй Салманзаде. В песне женщина рассказывает о своём бывшем парне. Рассказчица рада, что больше не состоит в отношениях с бывшим, и предупреждает о нём свою новую девушку. Песня представляет собой угрюмый электронный поп-трек с влиянием хип-хопа и элементами современного R&B. Салманзаде рассказал Billboard в октябре 2024 года, что песня была написана после того, как её композиторы спросили Макрей, не хочет ли она что-нибудь выпить во время сессий в студии, на что Макрей ответила «все хорошо, я в порядке», что Салманзаде счёл запоминающимся.
22 августа 2024 года во время выступления в Мэдисон-сквер-гарден Макрей представила новую песню на бис в рамках тура. В ней были слова «Все хорошо. Я в порядке. Мне не нужно говорить. Все в порядке. Ты можешь получить его в любом случае». По словам Лекси Карсон из Variety, «её элементы напоминали песни из альбома Бритни Спирс 2000 года Oops !.. I Did It Again». Макрей разместила свою фотографию с названием песни на песке в сентябре 2024 года, заявив, что «вы ещё не готовы» к ней. Пост понравился её предыдущему соавтору Теддеру. RCA Records выпустила песню в качестве сингла 12 сентября 2024 года.
Живое исполнение песни в Мэдисон-сквер-гарден было выпущено эксклюзивно на YouTube 18 сентября 2024 года, а 4 октября 2024 года песня была выложена на стриминговые платформы в качестве сингла.
Цифровой макси-сингл с оригинальной версией песни, ремиксом Яна Ашера, ускоренной и замедленной версиями песни, а также инструменталом песни был выпущен 11 октября 2024 года.

## Музыкальное видео
Режиссёром клипа на песню выступила Ханна Лакс Дэвис. Рассказывая о вдохновении для создания клипа, Макрей сказала: «Так много поп-видео. Старая Бритни, старая Кристина. Я бы сказала, что это очень по-хамски. Шон [Бэнкхед] полностью поглотил хореографию». Действие клипа происходит в Нью-Йорке, и Макрей ходит по улицам в нескольких нарядах. В какой-то момент её арестовывают, и она предстаёт обнажённой. Макрей рассказала в интервью, что на самом деле на ней были обнажённый топ и трусы Skims, а нагота была смонтирована позже. Её родители присутствовали на съёмках и радостно восклицали: «Ух ты, это просто огонь!»

## Чарты
| Чарт (2024—2025)                    | Высшая позиция |
| ----------------------------------- | -------------- |
| Австралия (ARIA)                    | 14             |
| Австрия (Ö3 Austria Top 40)         | 49             |
| Канада (Billboard Canadian Hot 100) | 12             |
| Канада (Billboard CHR/Top 40)       | 14             |
| Канада (Billboard Hot AC)           | 20             |
| Германия (GfK)                      | 71             |
| Мир (Billboard Global 200)          | 19             |
| Ирландия (IRMA)                     | 13             |
| Нидерланды (Single Top 100)         | 42             |
| Новая Зеландия (Recorded Music NZ)  | 12             |
| Швеция (Sverigetopplistan)          | 39             |
| Швейцария (Schweizer Hitparade)     | 41             |
| Великобритания (OCC UK Singles)     | 14             |
| США (Billboard Hot 100)             | 20             |
| США (Billboard Adult Contemporary)  | 30             |
| США (Billboard Adult Pop Airplay)   | 19             |
| США (Billboard Hot Dance/Pop Songs) | 1              |
| США (Billboard Pop Airplay)         | 8              |

## Сертификации
| Регион                                                                      | Сертификация | Продажи |
| --------------------------------------------------------------------------- | ------------ | ------- |
| Австралия (ARIA)                                                            | Золотой      | 35 000  |
| Канада (Music Canada)                                                       | Золотой      | 40 000  |
| Великобритания (BPI)                                                        | Серебряный   | 200 000 |
| Данные о продажах + прослушиваниях приведены только на основе сертификации. |              |         |